# Gladsaxe-Hero Boldklub
Gladsaxe-Hero Boldklub er en dansk fodboldklub fra Gladsaxe, der spiller i Sjællandsserien. Klubben opstod i 1979 som en fusion af Boldklubben Hero og Gladsaxe Boldklub og var på det tidspunkt Danmarks største klub på antal medlemmer.
Klubbens var i 3. division 1980-1981 og 1986-1988. Boldklubben Hero spillede samme sted 1968-1972 og 1974-1978 og Gladsaxe Boldklub i 1968.
Landsholdsspillerne Per Poulsen, Dennis Rommedahl og Peter Schmeichel har spillet for klubben, hvilket også Lars Schøne og Flemming Christensen har.